# Marie Christine Kohler
Marie Christine Kohler (auch Marie C. Kohler; * 18. Juli 1876 in Sheboygan, Wisconsin; † 11. Oktober 1943 ebenda) aus der Familie Kohler war eine US-amerikanische Philanthropin. Sie wirkte im gesellschaftlichen Leben von Sheboygan und im sozialen Bereich und insbesondere in Projekten zur Verbesserung der Wohnbedingungen und wurde für ihre philanthropischen Aktivitäten bekannt.

## Leben
Marie C. Kohler war das vierte Kind von John Michael Kohler II und Elizabeth Lillie Vollrath. Sie besuchte die Schulen in ihrer Heimatstadt und machte 1901 ihren Bachelor-Abschluss in Anglistik an der University of Wisconsin. Für etliche Jahre unterrichtete sie englische Literatur an der High School in Sheboygan und arbeitete von 1905 bis 1909 als Sekretärin der Kohler Company. Marie Kohler bestimmte maßgeblich den Bau des Wälderhauses im Kohler Village. Planung und Realisierung des Gebäudes lagen bei dem österreichischen Architekten Kaspar Albrecht, das Konzept hielt die Tradition des Bregenzerwaldes (Vorarlberg, Österreich) wach. Das Haus wurde nach seiner Fertigstellung im Jahre 1931 den Girls Scouts zur Nutzung zur Verfügung gestellt.

Das Wälderhaus im Kohler Village

## Soziale und philanthropische Leistungen
Bald nach ihrer Tätigkeit im Schuldienst wandte sich Marie C. Kohler sozialen Themen zu, die sie als Tochter aus begütertem Hause auch finanziell (Spenden, Stipendien) unterstützen konnte. 1916 richtete sie für Sheboygan die County-Organisation des amerikanischen Roten Kreuzes ein und half, die Zweigstellen des Roten Kreuzes und des Jugendrotkreuzes in den Schulen zu organisieren. 1919 initiierte sie die Girl Scouts of the USA-Bewegung bei Kohler. Sie war 1924 einer der Organisatoren der American Association of University Women und leitete die erste Zusammenkunft. Sie war Präsidentin der Wisconsin Konferenz für Sozialarbeit „Wisconsin Conference of Social work“ zum Zeitpunkt als die Legislative über den Children’s Code beriet und nahm starken Einfluss auf den Gesetzestext.
Marie C. Kohler war Mitglied des damaligen Secretary Of Commerce Herbert-Hoover-Ausschusses für Hausbau und Wohneigentum. In diesem Zusammenhang war sie auch Landesvorsitzender der Organisation Better Homes in Amerika. Sie war Vorsitzende des „Sheboygan Better Cities“ Wettbewerbs zur Stadtverbesserung, der 1924 und 1925 von der Wisconsin Conference of Social Work in gefördert wurde. 1921 und 1926 wurde für die Stadtverwaltung von Sheboygan in der Abteilung Freizeit und Erholung aktiv. Außerdem betätigte sie sich viele Jahre im Verband der Frauenvereinigungen General Federation of Women’s Clubs und diente als Vertreterin von Wisconsin in der National Convention in New York City im Jahr 1916.
Marie C. Kohler war lebenslang Mitglied der Wisconsin Archaeological Society und war zwischen 1929 und 1936 im State Advisory Council tätig, der sich um archäologischen Fundstätten und Sammlungen in Museen kümmerte.
Sie war Landesvorsitzender des Ausschusses für Städtische Dienstleistungen von Wisconsin im Bundesverband der Frauenvereine General Federation of Women’s Clubs. Sie erhob 1930 den Sheboygan County Children’s board in den Status einer öffentlichen (staatlichen) Einrichtung. Unter ihrem Einfluss beschäftigte Sheboygan County als erstes im Staat in diesem Bereich einen hauptamtlichen Mitarbeiter.
In den späten 1930er Jahren war Marie C. Kohler Vorstandsvorsitzende der American Cancer Society (Woman’s Field Army) in ihrem Kampf gegen den Krebs und unter ihrer Führung erbrachte Sheboygan County hervorragende Ergebnisse innerhalb des Staates Wisconsin.

## Spätere Jahre
1940 gründete sie zusammen mit ihren Schwestern, Evangeline Kohler und Lillie B. Kohler, ihrem Halbbruder Herbert V. Kohler, Sr. und o.a. Kroos, die Kohler Stiftung (Kohler Foundation).
Marie war Vorsitzender des Scouting Rates der Girl Scouts of the USA und überwachte 1941 den Umbau des Wälderhauses für deren Hauptsitz. Das Gebäude wurde auch als ein Denkmal für ihren Vater John Micheal Kohler gewidmet.
Sie starb im Oktober 1943 im St. Nicholas Krankenhaus nach einer Krankheit. Sie war nie verheiratet und hatte keine Erben. Ihr Testament bestimmte spezifische Nachlässe so u. a. 5000 $ für die Wisconsin Alumni Research Foundation, $ 10.000 an den Studenten Darlehen Fond der University of Wisconsin Regents. Der Großteil des Nachlasses ging an die Kohler Stiftung.